# 1823年死刑判決法令
《1823年死刑判決法令》（英語：Judgement of Death Act 1823）為英國國會於1823年通過的國會法令，不可引伸適用於蘇格蘭。在法令通過的當時，英國法律中至少有200種犯罪屬於唯一死刑。而本法令賦予法官判處較輕的刑責之裁量權。法令要求法官於判決中宣判死刑，但允許法官可以減免其刑。不過，本法令並不適用於嚴重叛逆罪或謀殺罪。
《死刑判決法令》最後由《1971年法院法令》（ Courts Act 1971）所取代（北愛爾蘭則遲至1980年才取代）。不過，1837年通過的海盜法令仍然將海盜行為列為死刑，且一直到1998年英國廢除死刑以前，都是屬於唯一死刑的犯罪。